# Musei riuniti
I Musei riuniti (Museo civico e diocesano d'arte sacra) sono il museo d'arte di Montalcino.

## Storia
L'unione del museo civico e diocesano risale al 1997, quando vennero sistemate nei locali dell'ex-convento adiacente alla chiesa di Sant'Agostino le collezioni provenienti dal palazzo Comunale e dalla chiesa di San Francesco. Fa parte del Circuito dei musei senesi.

## Collezioni

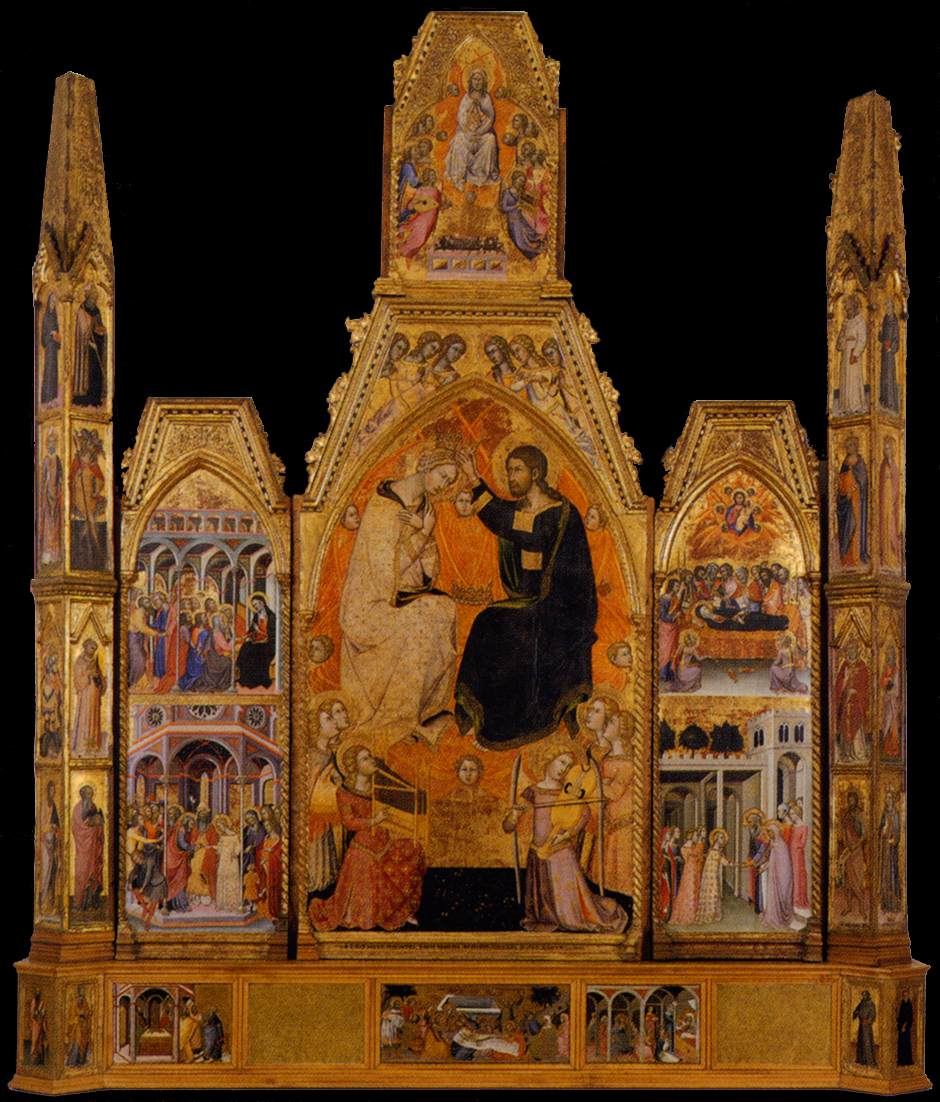
Bartolo di Fredi, Incoronazione della Vergine

I tre piani dell'esposizione constano in tutto di circa 200 opere d'arte divise in dodici sale. La pittura medievale è documentata a partire dal Crocifisso di Sant'Antimo, un crocifisso triumphans databile al 1190 circa che è tra i più antichi dell'intero territorio senese. Un trittico e un polittico documentano la scuola di Duccio di Buoninsegna, mentre di Simone Martini è esposta una Madonna autografa, così come di Ambrogio Lorenzetti sono presenti i Santi Pietro e Paolo.
La stagione successiva alla peste nera del 1348 è rappresentata da opere di Luca di Tommè (Madonna col Bambino), del Maestro di Panzano (Madonna col Bambino e santi) e di Bartolo di Fredi (Polittico dell'Incoronazione di Maria del 1388 e altre opere). Il tardo gotico è testimoniato da due Madonne dei più importanti pittori senesi di quella stagione, Sano di Pietro e Giovanni di Paolo.
Per quanto riguarda il Rinascimento, il museo espone una Maestà del Vecchietta, e opere cinquecentesche dei seguaci dei manieristi Sodoma e Beccafumi: Giovanni di Lorenzo, Vincenzo Tamagni e Marco Pino. Al Cinquecento risale anche un pregevole gruppo di terrecotte robbiane, di Andrea della Robbia e bottega.
Per quanto riguarda la scultura, notevole è il nucleo di esempi lignei, con opere di Giovanni d’Agostino (piccolo Crocifisso) e di altri maestri anonimi. Al primo Rinascimento sono da ascrivere il raro San Giovanni Battista dell'orafo-scultore senese Giovanni di Turino e due opere di Francesco di Valdambrino (San Pietro in cattedra e Crocifisso).
Tra le arti applicate sono da segnalare i nuclei di maioliche arcaiche (fine del XIII-inizi del XIV secolo), dei paramenti sacri, di oreficeria (XVI-XVIII secolo), dei codici miniati.
Opere moderne sono due dipinti del primo Novecento del pittore purista montalcinese Arturo Luciani.
A parte si colloca una sezione archeologica (in fase di allestimento), con materiali di scavo del territorio comunale, con reperti paleolitici, neolitici, dell'Età del Bronzo, del Ferro, villanoviani, etruschi (corredi funebri con buccheri) e romani, fino all'età barbarica (VI-VII secolo).

## Opere principali
- Anonimo del XII secolo, Crocifisso di Sant'Antimo, 1190 circa